# Моргенштерн, Януш
Януш Моргенште́рн (пол. Janusz Morgenstern; 1922—2011) — польский киноактёр, кинорежиссёр, сценарист и продюсер.

## Биография
Януш Моргенштерн родился в селе Микулинцы (ныне в Тернопольской области Украины) 16 ноября 1922 года, в семье Давида Моргенштерна и Эстер Друкс. Вырос на Подолье, где учился в школе. Учился также в Пшеворске, где жил брат его матери. В годы войны от депортации в гетто его укрывала семья директора школы в посёлке Ладычин, в двух километрах от Микулинец.
Окончил Высшую школу театра, кино и телевидения в Лодзи в 1954 году. Работал ассистентом режиссёра на съёмках фильмов «Атлантический рассказ» (реж. В. Якубовская), «Канал» и «Пепел и алмаз» (реж. А. Вайда), «Настоящий конец большой войны» (реж. Е. Кавалерович), был вторым режиссёром на съёмках фильма «Летучая» (реж. А. Вайда).

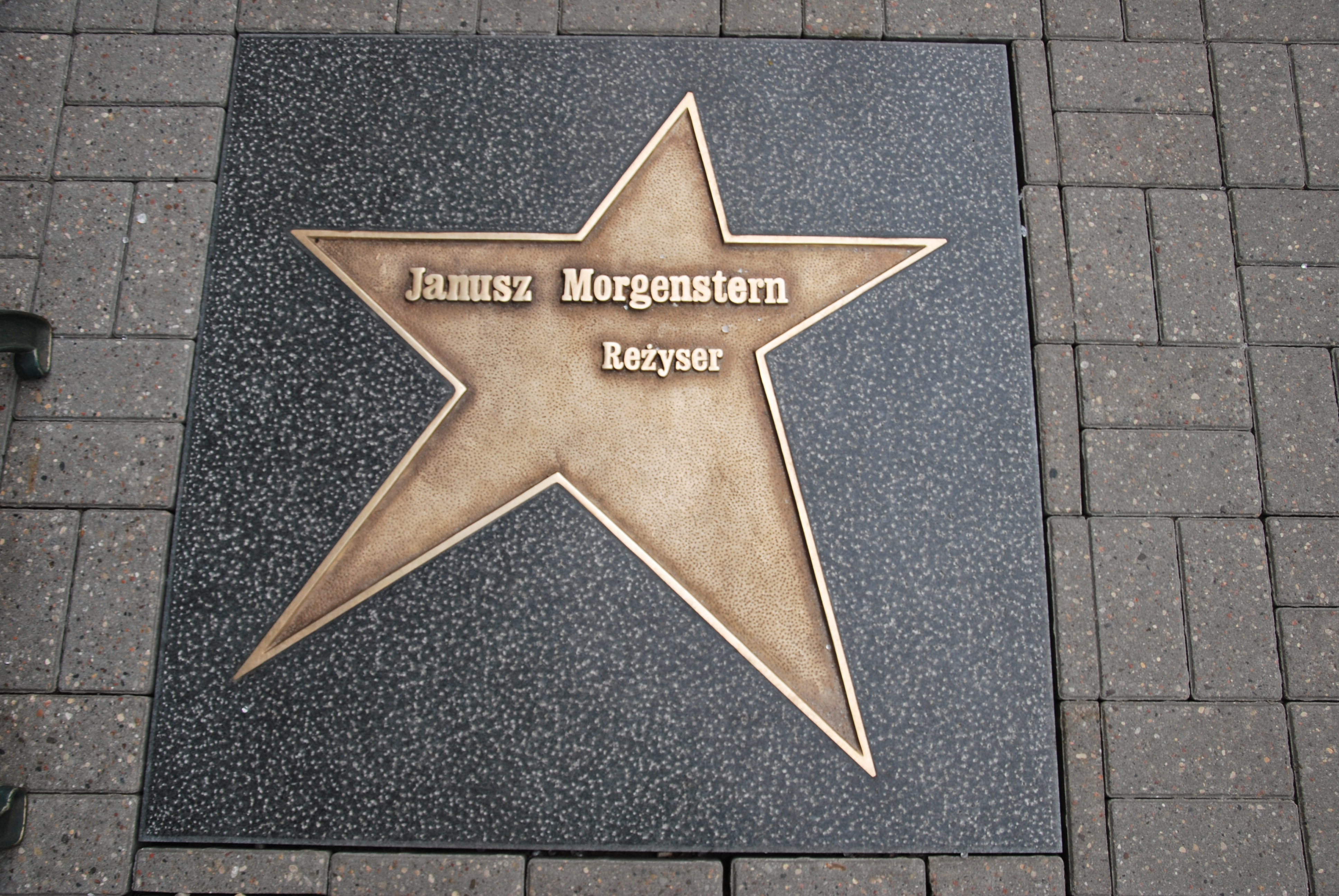
Звезда Я. Моргенштерна на Аллее звёзд в Лодзи (2011)

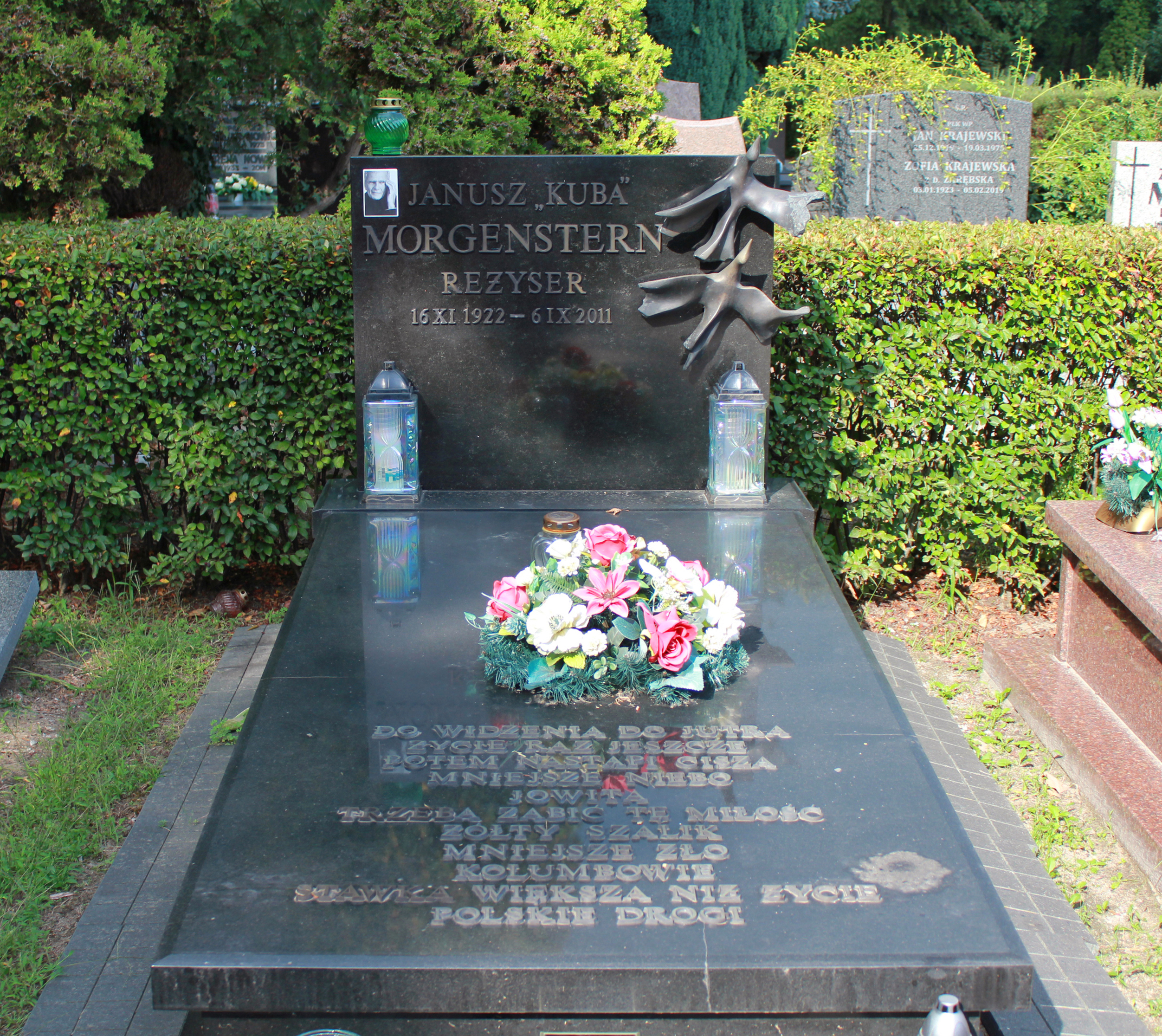
Могила Моргенштерна на Воинском кладбище в Варшаве, видны его фотограйия и список его исвестных фильмов

Моргенштерн дебютировал в 1960 году фильмом «До свидания, до завтра», отмеченном призами МКФ в Стратфорде и Сан-Франциско. Это лирический рассказ о безнадёжной любви польского студента и дочери западного дипломата (в главной роли выдающийся польский актёр Збигнев Цибульский).
Расстаться приходится и героям картины выпуска 1972 года «Надо убить эту любовь».
В числе наиболее значительных работ режиссёра — военная драма «Потом наступит тишина» и «Жизнь ещё раз».
Лента «Меньшее небо» получила Гран-при МКФ в Пуатье.
Большой вклад режиссёр внёс в развитие польского телевизионного кино, сняв в 1960—1970-е популярные телесериалы: «Ставка больше, чем жизнь», «Колумбы».
Снял также телесериалы «Польские пути» и «SOS», телефильмы «Час W» и «Пиковая дама».
С 1978 года художественный руководитель творческого кинообъединения «Перспектива».
С 1968 по 1978 гг. подвергался слежке со со стороны польской службы государственной безопасности так как имел контакты с западными дипломатами.
Скончался в Варшаве 6 сентября 2011 года.

## Фильмография

### Актёр
- 2011 — Запутанный

### Режиссёр
- 1955 — Редиски
- 1960 — До свидания, до завтра
- 1960 — Приключение на периферии
- 1961 — Завтра премьера
- 1961 — Скорая помощь (короткометражный)
- 1963 — Два ребра Адама
- 1964 — Жизнь ещё раз
- 1964 — Леон Кручковский
- 1964 — Тадеуш Кулисевич
- 1965 — Потом наступит тишина
- 1967 — Йовита
- 1967 — Ставка больше, чем жизнь (сериал)
- 1970 — Колумбы (сериал)
- 1972 — Надо убить эту любовь
- 1972 — Пиковая дама
- 1977 — Польские пути (сериал)
- 1979 — Час «В»
- 1981 — Меньшее небо
- 1986 — Легенда о белом драконе
- 2000 — Жёлтый шарф
- 2009 — Меньшее зло

### Сценарист
- 1961 — Завтра премьера
- 1965 — Потом наступит тишина
- 1981 — Меньшее небо
- 2009 — Меньшее зло

### Продюсер
- 1990 — Корчак
- 1990 — Европа, Европа
- 1990 — Женщина
- 1993 — Колосс
- 1993 — До свидания, вчера
- 1996 — Девочка Никто
- 1998 — Тёмная сторона Венеры
- 1998 — Золото дезертиров
- 2000 — Большое животное
- 2000 — Ночь святого Николая
- 2000 — Жёлтый шарф
- 2001 — Утро койота
- 2002 — В кого я уродился?
- 2002 — Месть
- 2003 — Белое платье
- 2004 — Долгий уик-энд
- 2004 — Королева туч
- 2005 — Ад, рай
- 2005 — Праздник святой Варвары
- 2005 — Судебный исполнитель
- 2006 — Ждёт нас этот мир
- 2006 — Прибыли уланы

## Награды
- 1960 — призы МКФ в Стратфорде и Сан-Франциско
- 1964 — Кавалер ордена Возрождения Польши[2]
- 1967 — премия за режиссуру и приз Международной католической организации по вопросам кино на МКФ в Сан-Себастьяне
- 1967 — премия Министра культуры и науки Польши III степени (за психологическую кинодраму «Йовита»)
- 1967 — Бронзовая медаль «За заслуги в обеспечении обороноспособности страны»[3]
- 1980 — гран-при МКФ в Пуатье
- 1997 — Командор со звездой ордена Возрождения Польши[4]
- 2005 — Золотая медаль «За заслуги в культуре Gloria Artis»[5]
- 2010 — приз «за вклад в киноискусство» 35-го Фестиваля польских художественных фильмов в Гдыне